# Classe ATC A11
La classe ATC A11, dénommée « Vitamines », est un sous-groupe thérapeutique de la classification anatomique, thérapeutique et chimique, développée par l'OMS pour classer les médicaments et autres produits médicaux. La classe ATC vétérinaire correspondante dans la classification ATCvet est QA11. Le sous-groupe présenté ici est celui établi par l'OMS, et peut donc différer des versions dérivées utilisées dans certains pays. Il fait partie du groupe anatomique A de la classification, intitulé « Système digestif et métabolisme ».

## A11AMultivitamines, associations

### A11AA Multivitamines etminéraux
A11AA01 Multivitamines et fer
A11AA02 Multivitamines et calcium
A11AA03 Multivitamines et autres minéraux, y compris les associations
A11AA04 Multivitamines et oligo-éléments

## A11CVitamine Aet D, y compris l'association des deux

### A11CA Vitamine A, non associée
A11CA01 Rétinol (vit A)
A11CA02 Β-carotène

### A11CCVitamine Det analogues
A11CC01 Ergocalciférol
A11CC02 Dihydrotachystérol
A11CC03 Alfacalcidol
A11CC04 Calcitriol
A11CC05 Cholécalciférol
A11CC06 Calcifédiol
A11CC20 Associations
A11CC55 Cholécalciférol, associations

## A11DVitamine B1, non associée et en association avec lesvitamine B6et B12

### A11DA Vitamine B1, non associée
A11DA01 Thiamine (vit B1)
A11DA02 Sulbutiamine
A11DA03 Benfotiamine

## A11GAcide ascorbique(vitamine C), y compris les associations

### A11GA Acide ascorbique (vitamine C), non associée
A11GA01 Acide ascorbique (vitamine C)

### A11GB Acide ascorbique (vitamine C), associations
A11GB01 Acide ascorbique (vitamine C) et calcium

## A11H Autres préparations à base de vitamines seules

### A11HA Autres préparations à base de vitamines seules
A11HA01 Nicotinamide
A11HA02 Pyridoxine (vit B6)
A11HA03 Tocophérol (vit E)
A11HA04 Riboflavine (vit B2)
A11HA05 Biotine (vit B8)
A11HA06 Phosphate de pyridoxal
A11HA07 Inositol
A11HA08 Tocofersolan
A11HA30 Dexpanthénol
A11HA31 Pantothénate de calcium
A11HA32 Pantéthine